# D-nopalina deidrogenasi
La D-nopalina deidrogenasi è un enzima appartenente alla classe delle ossidoreduttasi, che catalizza la seguente reazione:
N2-(D-1,3-dicarbossipropil)-L-arginina + NADP+ + H2O ⇄ L-arginina + 2-ossoglutarato + NADPH + H+
In direzione inversa, l'enzima genera D-nopalina a partire da L-arginina e D-ornalina da L-ornitina.